# 田中まこ
田中 まこ（たなか まこ、1955年5月27日 - ）は日本のフィルムコミッショナー、ラジオのパーソナリティー、通訳である。大阪府出身で神戸を中心に活動している。現在はジャパン・フィルムコミッション顧問、ひょうごロケ支援Net相談役、流通科学大学特別教授、ラジオ関西のパーソナリティである。

## 人物・経歴
- 父親の仕事の関係で10歳～15歳、17歳～20歳までアメリカ、ロサンゼルスで過ごす。
- 大学はUCLAで2年間学んだ後ICU（国際基督教大学）に編入して卒業。
- 卒業後は、テレビおよびラジオ番組の制作、通訳、ラジオのDJなどを手がけるようになる。
  - フジテレビ「夜のヒットスタジオ」をはじめ数々の来日アーティストの通訳も手がけ、「夜ヒット」にはほぼ毎週通訳者として出演していた。
  - 日本テレビ「とんねるずの生でダラダラいかせて!!」では海外からのゲストが出演した際に通訳として出演。アイルトン・セナなどの通訳を務めた。
  - ラジオのDJとしては、FM横浜、J-WAVE、NACK5などで番組を持っていた。
- 2000年に「神戸フィルムオフィス」の代表兼フィルムコミッショナーとして就任。2016年３月末に代表を退任し、現在は神戸フィルムオフィス顧問として活動している。
- 2014年10月よりラジオ関西にて「アナログ・コネクション」のDJを務めている。

## エピソード
- 視聴者からも田中まことしての人気もありファンもいたという[1]。

## 主なテレビ出演
- 夜のヒットスタジオ　（フジテレビ）
- とんねるずの生でダラダラいかせて!!（日本テレビ）
- 世界紅白歌合戦　（フジテレビ）
- FNS歌謡祭　（フジテレビ）

### ゲスト出演
- とんねるずのみなさんのおかげでした PART2 （フジテレビ、1987年4月7日放送）「とんねるず・南野陽子のスケバン刑事」
- タモリ倶楽部（テレビ朝日、1993年4月9日放送）「空耳アワー・春の新作コレクション」※ゲスト解説者としてスタジオ出演

## 主なラジオ出演
- FM横浜「A＆Mスペシャル」 (DJ担当)
- FMジャパン「J-WAVEキャットフィッシュ」（DJ担当）
- NACK5「ヒット・オペレーション」
- ラジオ関西「アナログ・コネクション」 (DJ担当)
- エフエムあまがさき「FM aiai」（ゲスト出演）
- ラヂオきしわだ他「ラジオフォーラム」（2013年11月ゲスト「映像ロケーション撮影支援で地域を元気に」）

## 著書
- 「田中まこの通訳メモランダム」（発刊：研究社）